# Sascha Klein
Sascha Klein (n. 12 septembrie 1985, Eschweiler, Republica Federală Germania, Germania) este un săritor în apă ce a reprezentat Germania, medaliat olimpic. A participat la 3 ediții ale Jocurilor Olimpice (2008, 2012, 2016) în care a câștigat o medalie de argint.